# Deadpool
Deadpool, il cui vero nome è Wade Winston Wilson, è un personaggio dei fumetti statunitensi creato da Fabian Nicieza (testi) e Rob Liefeld (disegni), pubblicato negli Stati Uniti d'America dalla Marvel Comics ed esordito nella serie a fumetti New Mutants n. 98 (febbraio 1991). A causa della sua parlantina inarrestabile viene soprannominato "il mercenario chiacchierone" (The Merc with a Mouth).
Il sito web IGN ha inserito il personaggio alla 31ª posizione nella classifica dei cento maggiori eroi della storia dei fumetti.
È un eroe-antieroe noto per il suo humour, fatto di doppisensi e riferimenti a film, serie televisive, canzoni e immagini popolari. Teledipendente tanto da descrivere la propria mano destra come "La mia mano CINEMAX", apprezza in particolare le sitcom: il suo idolo è Bea Arthur della serie Cuori senza età, ritiene che le gemelle Olsen siano al centro di una cospirazione mondiale e, stando a Siryn ha «pianto quando è stato sospeso Manimal».
Il suo nome di battesimo ricalca da vicino quello del personaggio della DC Comics Deathstroke, che si chiama Slade Wilson; un'altra somiglianza degna di nota tra i due è che entrambi sono sia mercenari sia maestri di spada, e indossano indumenti aderenti da assassino con bandoliere, cinturoni e una maschera che copre completamente il volto. In origine, fu questa caratterizzazione grafica molto simile a fare gridare al plagio da parte di Rob Liefeld. Il successivo sviluppo del personaggio da parte di autori come Joe Kelly e Gail Simone - e in seguito lo stesso Nicieza - ha fatto sì che i caratteri dei due mercenari divergessero radicalmente.
Deadpool rompe spesso la quarta parete, ovvero il confine tra la realtà e il fumetto; sa di essere in un fumetto, come quando Bullseye gli chiede a quando risalga il loro ultimo incontro e gli viene risposto: «Numero 16, Bullseye», oppure quando l'Uomo Ragno si toglie la maschera, e Wade urla «Come se non avessimo visto i film e non sapessimo che sotto la maschera c'è il bel Tobey Maguire dagli occhi sognanti!».

## Storia editoriale
Dopo due miniserie, al personaggio venne dedicata una prima serie regolare esordita nel 1997, Deadpool (vol. 1), realizzata inizialmente da Joe Kelly e dal disegnatore Ed McGuinness; la serie si concluse nel 2002 dopo 69 numeri. Con il mutante Cable ha poi condiviso la testata Cable & Deadpool, serie regolare dedicata al team-up tra i due personaggi, conclusa dopo 50 numeri nel febbraio 2008; da ottobre 2008 al personaggio venne inoltre dedicata una seconda testata omonima, Deadpool (vol. 2), scritta da Daniel Way e conclusa nel 2012 dopo 63 numeri; dopo la conclusione di quest'ultima, la testata viene rilanciata nel 2013 come parte dell'iniziativa Marvel NOW!, Deadpool (vol. 3), con i testi di Gerry Duggan e Brian Posehn e disegnata da Tony Moore e conclusa nel 2015 dopo 45 numeri.
All'interno dell'iniziativa di rilancio editoriale All New All Different Marvel, è esordita nel 2016 una quarta serie, Deadpool (vol. 4), sempre scritta da Gerry Duggan e conclusa a fine 2017 dopo 36 numeri; contemporaneamente è esordita una miniserie, scritta da Joe Kelly, con storie che vedono la presenza anche di Spider-Man, Spider-Man/Deadpool (vol. 1). Nel 2018 è esordita una nuova serie, Despicable Deadpool, dedicata al personaggio all'interno dell'iniziativa editoriale "Legacy" con la numerazione che parte tenendo conto di tutte le serie e le miniserie precedenti.
Nel 2020 viene pubblicato un volume contenente tutti i numeri della miniserie fumettistica, usciti precedentemente nel 2012, intitolato Deadpool kills the Marvel Universe.

### Edizione italiana
Panini Comics, nella linea Marvel Italia, ha alcuni volumi da fumetteria (100% Marvel), e una collana regolare da edicola.
- I re del suicidio (miniserie Deadpool: Suicide Kings di 5 numeri);
- Deadpool: In viaggio con la testa vol. 1 (Deadpool: Merc With A Mouth n. 1-6);
- Deadpool: In viaggio con la testa vol. 2 (Deadpool: Merc With A Mouth n. 7-13);
- La guerra di Wade Wilson (Deadpool: Wade Wilson's War di 4 numeri);
- Deadpool Corps Preludio (Deadpool Corps Prelude di 5 numeri).

Segue una collana regolare da edicola esordita nel giugno 2011 in cui presenta la serie regolare dal n. 13, la nuova serie regolare Deadpool Team-Up e varie storie brevi tratte da speciali. Continuano nel frattempo a essere ospitate nella collana 100% Marvel la serie Deadpool Corps (due numeri) e la miniserie Deadpool Pulp.

## Biografia del personaggio

Deadpool disegnato da Mike McKone sul primo 100% MARVEL dedicatogli in Italia

Wade Winston Wilson è di origini canadesi e fin dall'infanzia si è spesso trasferito per il lavoro del padre, ufficiale nell'USAF, spostandosi da una base all'altra. In giovane età la madre morì per un cancro e, a causa dell'esacerbarsi dei rapporti con il padre, inizia a preferire la compagnia dei teppisti, a darsi a piccoli episodi di vandalismo. Intorno ai diciassette anni, il padre rimane ucciso da uno degli amici del figlio mentre cerca di riportarlo a casa. Abbandonati gli studi, si arruola nell'Esercito ma poco dopo viene cacciato per insubordinazione e inizia una carriera come mercenario: è in questo periodo che, stando allo sceneggiatore Joe Kelly, avrebbe incontrato per la prima volta il futuro Bullseye. Conosce anche la giovane mutaforma Copycat, della quale si innamora.
In seguito, Wilson scopre di essere affetto da una forma grave di cancro, e quando la malattia ha ormai raggiunto lo stadio terminale gli viene offerta la possibilità di entrare nel progetto Arma X, dove viene sottoposto a una sperimentazione che mira a riprodurre il fattore rigenerante del mutante Wolverine in altri soggetti. Apparentemente la procedura fallisce e Wade viene trasferito in una struttura di accoglienza, l'Ospizio; diretta dal dr. Killebrew, che compie esperimenti non autorizzati sui pazienti spalleggiato dal Sorvegliante, (The Attending, o X-Man). L'atteggiamento irriverente di Wilson e il suo desiderio di avere finalmente pace nella morte lo rendono presto l'eroe degli altri ospiti e allo stesso tempo la cavia preferita del dottore. Nel delirio, comincia ad avere visioni di Morte, che se ne invaghisce e lo chiama a sé ogni volta che lo torturano. A seguito della morte di uno dei pazienti, Wade viene condannato a morire ma il desiderio di sopravvivere è talmente forte da attivare il fattore di guarigione salvandolo da morte certa. Risanato ma al contempo devastato irrimediabilmente nel fisico e nella mente perché il fattore rigenerante è legato al tumore, riesce a fuggire insieme agli altri pazienti e, in memoria dei giorni trascorsi all'Ospizio, prenderà il nome di Deadpool.
Ebbe poi una relazione sentimentale con la mutaforma Vanessa, alias Copycat, conosciuta agli esordi come mercenario e prima di ammalarsi di cancro. I due si sono poi incontrati a più riprese negli anni successivi, fino alla morte di lei. Durante il suo soggiorno all'Ospizio, fa la conoscenza di Morte.
Si è poi innamorato della mutante Theresa Rourke Cassidy/Siryn, figlia di Banshee. Dopo diverse incomprensioni, Wade e Theresa sono tornati in rapporti amichevoli. Nella serie "La sfida di Dracula" si è innamorato di una succube di nome Shiklah, che doveva inizialmente portare a Dracula in modo da sposarla, solo che, dopo varie vicissitudini, è stato lui a sposare lei. Da una relazione con Carmelita Camacho ebbe una figlia: Eleanor Camacho. Ha anche avuto una relazione con la Morte, la quale preferisce il suo amore a quello di Thanos.
Deadpool inizia a lavorare per diversi committenti come mercenario. Incontra per la prima volta Cable mentre è al servizio del misterioso "Mr. Tolliver" (poi rivelatosi un possibile figlio futuro dello stesso Cable). In seguito, Wade si trova al centro di una serie di eventi che lo costringono a ripensare almeno in parte i propri scopi. Dopo due miniserie curate da Nicieza in cui si iniziava a ridefinire la sua figura e si introduceva un comprimario storico, Weasel, che rifornisce Deadpool di armi, è Joe Kelly sulle pagine della collana Deadpool (fino al n. 33) a delineare l'interpretazione più nota del personaggio - sospeso tra afflati di redenzione, fallimenti, allegra follia e cupa violenza - e a approfondirne l'ambiente. Lo sceneggiatore crea in particolare T-Ray, nemesi storica di Wade, l'organizzazione interdimensionale Landau, Luckman & Lake e Blind Al, un'anziana ma coriacea non vedente che invece rappresenta la coscienza del protagonista. Il mercenario affronta inoltre un'ultima volta Francis, che ha assunto il nome di Ajax.
Dopo l'abbandono di Kelly la serie proseguirà fino al 1995 con alterne fortune, concludendosi con un arco narrativo scritto da Gail Simone e illustrato dallo Studio Udon, durante il quale Deadpool fa brevemente fortuna, fonda una sua società (la Deadpool Inc.) e si scontra con il letale assassino-telepate Cigno Nero. Creduto morto in un'esplosione, Wade riapparirà successivamente in Deadpool Walking, l'arco finale di Agente X, serie sceneggiata dalla stessa Simone in cui apparivano alcuni dei suoi precedenti supporter e il collega mercenario Taskmaster. Conclusasi anche Agente X, Fabian Nicieza ha fatto di Deadpool il co-protagonista della collana Cable&Deadpool, nella quale affianca il suo storico avversario-alleato Cable. Quest'ultimo rappresenta l'elemento serio e posato della coppia, con il mercenario chiacchierone a fargli da controcanto ironico. Ritornano Weasel e i membri dell'Agenzia X (Sandi Brandenberg, Outlaw e il titolare Alex Hayden) ed entra a fare parte del gruppo un nuovo personaggio, Bob, Agente dell'HYDRA.

### Thorpool
A causa di un inganno architettato da Loki ai danni del fratellastro Thor, Deadpool è indotto a raccogliere Mjolnir. In realtà si tratta di una copia a potenza ridotta, mentre l'originale viene nascosto da un'illusione. Il protagonista si trasforma così in un'ennesima versione di Thor, e sorvola New York cantando God of Thunder dei Kiss. Entusiasta dei suoi nuovi poteri (ivi compresa la classica parlata antiquata del Tonante), Wade Wilson fa tra l'altro tappa al Neverland Ranch per redarguire Michael Jackson e chiedergli un autografo. In seguito si presenta alla base dei Vendicatori, domandando di «ire a vendicar qualcheduna cosa» a uno stupefatto Justice. "Thorpool" non viene creduto, e con la scoperta della messinscena il vero Thor avrà modo di riprendersi il proprio ruolo, non senza aver punito a dovere l'usurpatore. Loki, da parte sua, sceglierà di divertirsi alle spalle del malcapitato Deadpool conferendogli per un certo periodo le fattezze di un attore famoso, Thom Cruz (ovvero Tom Cruise).
Questa iterazione del personaggio si riaffaccia brevemente in Cable & Deadpool, quando durante un duello mistico con T-Ray l'anima del mercenario in rosso e nero si suddivide in dozzine di Deadpool "alternativi", ciascuno la parodia di un differente eroe Marvel.
Lo sceneggiatore Christopher Priest ha ammesso che intendeva originariamente chiamare questa "versione" del Tonante Beta Ray Wade (in omaggio a Beta Ray Bill). Gli albi in cui appare "Thorpool" sono inediti in Italia.

### Civil War
Durante Civil War, Deadpool si schiera inizialmente dalla parte dei favorevoli alla registrazione (perché spera di trovare finalmente una legittimazione come "eroe" riconosciuto dal governo americano) e si trova anche ad affrontare Capitan America. Dopo una serie di contrasti con Cable, viene convinto da quest'ultimo a mutare propositi e combattere contro la registrazione (scelta che, per altri motivi, farà anche Spider-Man).

### Secret Invasion
Durante l'Invasione Skrull Deadpool riceve da Nick Fury il compito d'introdursi nella base aliena situata nel Monte Cheyenne allo scopo di trafugare importanti dati biologici grazie ai quali uccidere la Regina degli Skrull, Veranke. I dati però vengono intercettati da Norman Osborn, il quale li usa per ultimare la ascesa al potere, uccidendo Veranke, e facendo fare una brutta figura a Deadpool, che oltretutto non può ricevere neanche i 100 milioni di dollari promessi da Fury.

### Dark Reign
Per vendicarsi di Osborn, Deadpool fa irruzione all'interno della Torre dei Vendicatori, dove lo aspettano i nuovi Thunderbolts, composti da Yelena Belova, ovvero la terza Vedova Nera, Carnefice, Fantasma, Paladin e Ant-Man. Nel corso della lotte si ritrova solo con la Vedova Nera, di cui si innamora. Arrivato il resto della formazione, Deadpool deve fuggire. Assieme a Taskmaster gioca un tranello ai T-Bolts e, trovatosi da solo con Osborn, si fa picchiare, per potergli prendere la carta di credito e vendicarsi. Dopodiché arriva il Carnefice che lo decapita. Scopriamo che il mercenario sfigurato è ancora vivo, e con Taskmaster sta "svaligiando" diversi bancomat con la carta di credito di Norman.
Quando Deadpool ringrazia Taskmaster per avergli ricucito la testa, l'ex agente dell'HYDRA nega di essere stato lui; allora i due si accorgono che è stata Yelena, che credono ricambi il sentimento di Deadpool (in verità era Natasha Romanoff, la seconda Vedova Nera, sotto mentite spoglie in quell'organizzazione). Durante un'intervista televisiva al direttore dell'H.A.M.M.E.R., Norman Osborn, Deadpool compare dietro di lui facendosi vedere da tutti, ad esclusione dello stesso Osborn, con il teletrasportatore con un foglio con su scritto "chi non muore si rivede". Dopo avere rivisto il video Osborn decide di mandare uno dei suoi Vendicatori, Bullseye a uccidere Deadpool. Dopo un lungo scontro tra i due, Deadpool sembra avere la vittoria a portata di mano ma Bullseye lo convince a risparmiarlo in cambio dei cento milioni che Osborn gli doveva (in realtà li dà a Deadpool di tasca sua).

### Pirata (Onda di mutilazione)
Usando i soldi ottenuti da Bullseye, Deadpool acquista un sottomarino nucleare. Non sapendo però come funziona, quando si immerge crede sia affondato. Deluso, compra un'altra nave, e insieme a Bob, Agente dell'HYDRA decide di diventare un pirata. Per fare soldi decide di attaccare un'isola piena di hotel di lusso. L'isola viene però attaccata da veri pirati, e Bob, per fare colpo su una bella ragazza cieca, dice che Deadpool difenderà l'isola. Così il trio (che ha reclutato la ragazza come navigatrice, poiché conosce l'isola meglio di chiunque altro) decide di affrontare i pirati. Dopo avere subito una dura sconfitta attireranno i pirati in una trappola, facendoli passare sopra il sottomarino nucleare che Deadpool non sapeva usare, e li uccidono con un'esplosione atomica. Alla fine Deadpool scioglie la ciurma e riprende il mare in barca, da solo, desideroso di aiutare gli altri.

### Voglio che mi vogliate
Deadpool decide di dirigersi a San Francisco per unirsi agli X-Men credendo finalmente di potersi integrare in una comunità. Rifiutata la sua richiesta, Ciclope lo allontana da Utopia poco prima di venire a conoscenza delle numerose interviste rilasciate dal padre di Mercury in cui sostiene che gli X-Men stiano trattenendo sua figlia, minorenne, contro la sua volontà. Convinto da Wolverine della pericolosità della mente di Wade quando viene deluso o rifiutato, Ciclope accetta di ammetterlo dopo un periodo di prova e affida a Domino il compito di supervisionarlo ignorando che oltre a pretendere di indossare un'uniforme da lui confezionata, Deadpool ha in mente di assassinare il padre di Mercury per risolvere il problema della cattiva pubblicità ai danni degli X-Men. Rintracciato l'uomo in uno studio televisivo, il tentativo di assassinio viene fermato da Domino che flirtando con lui lo invita nella sua stanza d'albergo, lo seda e lo lega al letto prima di ritornare su Utopia e fare rapporto; origliando una conversazione fra Ciclope e Wolverine, viene a conoscenza della loro intenzione di rimuoverlo dalla scena, e incredula si affretta a ritornare alla sua stanza per farlo fuggire poco prima che Wolverine si presenti alla porta proclamando di volere portare Deadpool con sé in una missione in Cina finché le acque non si fossero calmate a S.F. Preoccupati per la vita del padre di Mercury, i due si mettono alla sua ricerca trovandolo assieme a un paio di agenti H.A.M.M.E.R. di scorta in una delle stazioni della metropolitana in cui nel giro di qualche minuto si scatena il caos obbligando tutti i suoi occupanti a dirigersi in superficie dove davanti alle telecamere il padre di Mercury (tenuto sotto tiro da Deadpool) confessa di avere orchestrato il tutto dietro ordine di Norman Osborn che aveva rilevato la sua società salvandolo dalla bancarotta. Preso di mira dai cecchini di Osborn, viene salvato proprio da Deadpool che rivela il suo vero piano per aiutare gli X-Men. Per evitare di essere associati al comportamento di Deadpool, con ancora indosso la sua uniforme da X-Man, Deadpool si fa stendere volontariamente da Colosso e Surge prima di affermare in diretta TV la sua non appartenenza al gruppo mutante. Riappacificatisi alla stazione degli autobus, Ciclope lo invita a non tornare nella sua città ammettendo però che possiede un certo stile.

### Perdita dei poteri
Deadpool in seguito affronterà il suo doppio malvagio, Evil Deadpool (costruito con i suoi pezzi persi negli anni, rincollati grazie al fattore rigenerante). Durante lo scontro Evil Deadpool verrà colpito da un proiettile che conteneva un siero che annulla il fattore rigenerante permettendo a Wade di ucciderlo. Deadpool manipolerà poi la X-Force di Wolverine dicendo che il siero funzionava anche sui mutanti e spinge Bob, agente dell'HYDRA a tradirlo e iniettargli il siero (creato da Lapide), rendendolo mortale. Deadpool a questo punto rivelerà che ormai vuole morire per incontrare l'amata Morte. Bob però gli chiederà di non lasciarsi uccidere, perché per prendere il siero ha dovuto ingannare Lapide, che ora vuole ucciderlo.

### Sale sulla Terra
Deadpool, ora vulnerabile, finisce nel mirino di Allison Kemp, donna totalmente paralizzata a causa di Wade. Questa assume T-Ray e Slayback per ucciderlo. Quando Deadpool attacca la loro aeronave Slayback, colto dal panico, si lancia con il paracadute, ma si rivelerà una trappola del personaggio per fare esplodere i due. T-Ray, invece, pensando di stare uccidendo Deadpool, si farà saltare in aria con quello che sembrava essere un semplice detonatore. Allora Allison minaccia Deadpool, ancora legato, di farsi esplodere. Deadpool però le fa capire che uccidersi con lui non la farà guarire, e allora Allison decide di arrendersi. In seguito Wade incontrerà un redivivo Evil Deadpool che gli rivela che il siero è temporaneo e che entrambi hanno riacquisito il fattore rigenerante.

### Marvel NOW!

#### I Presidenti Zombie
Un negromante di nome Michael, preoccupato per la situazione di odio e intolleranza in cui versano gli Stati Uniti, decide di compiere un oscuro rituale per riportare in vita i Presidenti defunti, sperando che con la loro saggezza possano riportare il paese all'antico splendore. Pur non avendo assolutamente cattive intenzioni (Michael stesso non è neppure un Mago particolarmente dotato) qualcosa va storto: i Presidenti risorgono dalle tombe come zombie senzienti, decisi però non a salvare bensì a distruggere l'America. Gorman, ufficiale dello S.H.I.E.L.D incaricato di risolvere il problema, non vuole che i Vendicatori o altri eroi di punta vengano visti mentre ri-uccidono i capi USA, quindi ordina all'Agente Speciale Emily Preston di trovare un superumano di serie B che si occupi della faccenda.
Intanto Wade è a New York, dove si trova faccia a faccia con lo zombie di Franklin D. Roosevelt. Dopo averlo distrutto sfruttando l'elettricità che passa nei binari della metropolitana, attira l'attenzione della Preston, che lo ingaggia dietro promessa di un lauto compenso. Tutti i Presidenti, con Michael in ostaggio, si sono riuniti nella Independence Hall di Philadelphia, dove sotto il comando di George Washington hanno deciso di spazzare via gli Stati Uniti per ricominciare tutto da zero. Deadpool fa irruzione, ma viene freddato all'istante dallo zombie di Abraham Lincoln, che gli spara in testa. Quando si riprende, Wade incontra il fantasma di Ben Franklin, diventato energia a seguito dei suoi esperimenti sull'elettricità, il quale sarà da ora in poi suo alleato.
Washington, nel frattempo, obbliga Michael a riportare in vita i soldati americani morti durante la Guerra di Indipendenza e la Guerra di Secessione, creandosi così un esercito. Guidato dalla Preston, Wade viaggia da un punto all'altro del paese a caccia degli Zombie: elimina Teddy Roosevelt allo Zoo di San Diego, un gruppo di presidenti "di serie C" sul Golden Gate, altri alla Diga di Hoover e decapita Lincoln in un Cage Match su un ring di Las Vegas. Grazie anche all'intervento del Dottor Strange, che gli fornisce una spada magica, si sbarazza pure di Nixon, Kennedy e Lyndon Johnson, andando pure nello spazio dove Reagan sta manomettendo dei satelliti nucleari.
Tuttavia Washington fa irruzione nell'Elivelivolo S.H.I.E.L.D., uccidendo la Preston (divenuta nel frattempo amica di Wade), rubando il Libro Magico e dissanguando il personaggio, che si salva solo grazie a Michael che lo teleporta via. Furioso, Deadpool affronta l'ultimo presidente rimasto, facendolo a pezzi e rompendo la maledizione distruggendo il Libro. Nonostante il plauso dei Vendicatori per l'impresa compiuta, Gorman accusa Wade di avere combinato solo danni e di essere responsabile della morte della Preston, e che pertanto non gli darà un centesimo, attirandosi così la sua vendetta. Nel finale, Michael rivela che per salvare la Preston ha trasferito la sua coscienza nel corpo di Wade: i due dovranno da adesso condividere la stessa mente.

#### Patto con il diavolo
Mediante un flashback negli anni '70 si viene a sapere come un tempo Deadpool avesse fatto un patto con un demone di nome Vetis, che gli aveva dato il compito di mantenere Iron Man attaccato alla bottiglia (ai tempi Tony Stark era infatti in piena crisi alcolista).
Wade però lo raggira: dopo avere convinto Tony a gettare tutto l'alcool indossa lui stesso l'armatura e, completamente sbronzo, rischia di provocare un danno ecologico con una centrale nucleare. Quando Vetis chiede spiegazioni, gli fa notare che sul contratto viene indicato il nome di Iron Man, non di Tony Stark, quindi lui ha assolto al suo compito. Il demonio viene poi trascinato all'Inferno da Mefisto, deluso perché Vetis si è fatto imbrogliare e perché ha inoltre distribuito poteri a vari umani senza ottenere nulla in cambio.
Oggi, Deadpool si sta abituando ad avere dentro di sé la Preston, quando Vetis, orribilmente sfigurato dalle torture subite negli Inferi, ricompare all'improvviso: sostiene che il contratto siglato tempo prima sia ancora valido, e che Wade deve adesso recuperare le anime di quelli a cui Vetis stesso ha donato i poteri. Se non lo farà, anche Michael morirà. Si scopre infatti che il Libro magico del negromante gli era stato donato proprio da Vetis, e per questo l'incantesimo sui presidenti aveva funzionato al contrario.
Solo dopo avere ucciso un bagnino, il quale aveva chiesto poteri speciali solo per potere salvare più vite, Wade inizia a chiedersi se sta facendo la cosa giusta, scoprendo anche che Vetis sta usando i poteri presi alle sue vittime per diventare sempre più forte, e superare così Mefisto in persona.
A questo punto, Deadpool decide per una soluzione drastica: uccide lui stesso Michael, spedendolo all'Inferno ma impedendo così a Vetis di ottenere il pieno dei suoi poteri. Nell'Aldilà, il mago deve rivelare a Mefisto della congiura, in cambio poi della restituzione della vita. Vetis viene così sconfitto dalle forze congiunte di Deadpool, Michael e Mefisto, il quale mostra a Wade alcuni anfratti della sua mente dove qualcuno ha manomesso e cancellato i suoi ricordi.

#### Il buono, il brutto e il cattivo
La storia si apre con un episodio del passato, dove Deadpool collabora (contro la loro volontà) con Luke Cage e Iron Fist (durante il periodo degli Eroi in Vendita) per aiutare una donna la cui figlia, Carmelita Camacho, è sotto la cattiva influenza di un magnaccia conosciuto come l'Uomo Bianco. Durante l'operazione Wade viene catturato assieme a Carmelita e i due hanno un rapporto sessuale prima di essere salvati da Luke. Successivamente riescono a sconfiggere l'Uomo Bianco e a liberare la ragazza, che scappa non appena vede il vero volto deturpato del suo "eroe".
Ai giorni nostri Wade, dopo essere scampato a un'imboscata, viene a sapere che qualcuno ha prelevato per sette anni i suoi organi per alcuni esperimenti. Immaginando che quel qualcuno stia studiando le cavie del Progetto Arma Plus cerca aiuto prima da Wolverine e poi da Capitan America, ma senza successo. Successivamente si ritrova in un'altra imboscata, ma stavolta viene catturato.
Dopo essersi liberato scopre di essere in un campo di concentramento in Corea del Nord e che, dietro a tutto questo, c'è un tipo di nome Butler, che sostiene di conoscerlo. Le brutte sorprese per il personaggio non sono finite. Scopre che il suo DNA assieme a quello degli X-Men è servito per creare un esercito di ibridi Deadpool-Mutanti per l'esercito Nord Coreano, del quale Butler è collaboratore: i poveretti hanno i poteri degli X-Men originali, ma la pelle butterata di Wade, il cui codice genetico era fondamentale per fissare il Gene X alle cavie.
Ultima rivelazione: Deadpool è padre di una bambina, avuta ai tempi dell'Uomo Bianco con Carmelita. Sia la madre che la figlia sono prigioniere nel campo di concentramento, e verranno uccise se Wade non si lascerà usare come cavia. Nel dialogo mentale con la Preston Wade racconta di come già sapesse dell'esistenza della bambina, che si chiama Eleanor (Ellie), ma che credeva che non fosse sua figlia in quanto era troppo bella, e non sfigurata come lui.
Aiutato dalla Preston e da una versione coreana di Nightcrawler, Wade libera Wolverine e Cap (anche loro catturati in quanto coinvolti in Arma Plus, il programma che sfociò in Arma X), e libera poi tutti i prigionieri umani e mutanti nell'accampamento. Wade fa però un'amara scoperta in quella che è forse la parte più triste e commovente di tutta la sua storia: vicino al campo c'è una fossa comune dove trova il cadavere di Carmelita e, disperato, cerca anche il corpo della bimba prima di essere portato via da Logan e Cap.
Poco dopo i tre raggiungono il covo di Butler, dove l'uomo sta curando la sorella malata di cancro con il DNA di Wade (era questo il suo scopo fin dall'inizio), e qui racconta a Wade di come si sono conosciuti dopo Arma X, di come abbia fatto esperimento su di lui e di come, per mantenerlo sotto il suo controllo, gli abbia fatto il lavaggio del cervello (e che quindi le memorie di Deadpool potrebbero essere false). Grazie alla sorella di Butler, che desidera solo morire, Wade lo uccide divenendo finalmente libero, per poi fare saltare in aria il laboratorio con la donna all'interno.
Gli X-Men coreani si rifugiano in Giappone, mentre Deadpool ottiene dalla Preston la promessa che, una volta tornata in un corpo, la prima cosa che farà sarà trovare Ellie.
Il titolo della serie è chiaramente ispirato all'omonimo film di Sergio Leone Il buono, il brutto, il cattivo.

#### Deadpool contro lo S.H.I.E.L.D.
L'Agente Gorman dello S.H.I.E.L.D., che si era rifiutato di pagare Wade per i suoi servigi durante la saga dei presidenti zombie, si scopre essere corrotto, e sta inoltre contrabbandando varia merce, come armi o droga, tramite un LMD (Life Model Decoy, un robot che riproduce le sembianze di una persona) dell'agente Preston. Quando scopre che quest'ultima è viva dentro la testa di Wade e che rischia di essere scoperto, mette una taglia sulla testa del Mercenario, mettendogli contro diversi assassini quali Crossbones, Trapster e lo stesso robot della Preston pur di ucciderlo. In suo aiuto, mentre fronteggia gli assassini, giungono gli agenti Adsit (collega e compagno di squadra della Preston) e Coulson. Successivamente raggiungono Gorman e scoprono non solo che finora collaborava con l'organizzazione terroristica U.L.T.I.M.A.T.U.M., ma che gli ha fornito addirittura un Elivelivolo. Deadpool affronta i suoi agenti con una violenza inaudita persino per i suoi standard (ancora sconvolto per le rivelazioni in Corea), finendo per distruggere il veicolo.
Il passo successivo è ridare un corpo alla Preston, per questo viene deciso di trasferire la sua coscienza all'interno di un altro LMD, ma Gorman, sopravvissuto, manomette il congegno. Per non perdere la sua prima e vera amica, Wade entra nella sua psiche, dove se la deve vedere con le sue varie personalità, le quali non vogliono che la Preston se ne vada. In suo aiuto intervengono Michael il negromante e il Dottor Strange, con i quali riesce a salvarla. In quel frangente Wade incontra una nuovissima personalità senza nome, con un costume simile a un monaco buddista bianco e grigio. Di nuovo solo, riaffronta Crossbones, interrompendo lo scontro solamente per uccidere definitivamente Gorman, per poi sfogarsi sull'altro mercenario rischiando di ucciderlo letteralmente di botte. Solo l'intervento dei suoi amici lo ferma, e Wade decide di prendersi una pausa e una lunga vacanza.

#### La sfida di Dracula
Durante il suo tour mondiale, Wade arriva a Londra dove viene ingaggiato da Dracula. Il re dei Vampiri ha bisogno che il personaggio recuperi da una tomba in Arabia un sarcofago, dove è rinchiusa la sua futura sposa. Gli spiega che l'unico modo per pacificare il Reame dei Mostri è unire le due casate che da sempre se lo contendono: i Vampiri e i Non Morti. Recuperata la bara, Wade la rompe per sbaglio, liberando la sua occupante: si tratta della bellissima Shiklah, regina dei Non Morti. Dopo avere scoperto che Wade è immune ai suoi poteri (può assorbire la vita di un essere umano tramite un bacio, ma il fattore rigenerante di Deadpool è superiore) accetta di unirsi a lui nel viaggio di ritorno concordando che il matrimonio è l'unica soluzione per la pace.
Sulle loro tracce però ci sono Blade e svariati ribelli che non vogliono che il matrimonio si celebri. Intanto Dracula scopre con rabbia che i fratelli di Shiklah, e quindi di diritto gli eredi al regno, sono ancora vivi e vegeti, e non morti millenni prima. Questo renderebbe il matrimonio inutile, dato che Shiklah non è, a questo punto, regina. Furioso e soprattutto irritato dalla loro personalità festaiola e irrispettosa, li fa uccidere entrambi.
Nel frattempo Wade e Shiklah ne approfittano per girare l'Europa, e la ragazza comincia a interessarsi sempre più al mercenario, il quale però la respinge, ricordando la sofferenza causata a Carmelita. Tuttavia lei viene a sapere dell'omicidio dei fratelli, e decide quindi di non sposarsi più e cercare invece vendetta. Wade la appoggia, e dopo una lunga riflessione accetta anche i suoi sentimenti, scatenando le ire di Dracula. Sfuggiti prima all'Hydra, arrivato dopo che Deadpool aveva chiesto aiuto al suo vecchio amico Bob, e poi all'A.I.M., che aveva a sua volta catturato i soldati dell'Hydra, i due tornano a New York, dove si sposano in gran segreto. In questo modo Dracula non potrà più pretendere la mano di Shiklah.
Nello scontro campale tra i Vampiri e i Non Morti, fedeli a Shiklah, con l'aiuto tra gli altri di Blade, Michael, Ben Franklin, Bob dell'HYDRA e i Thunderbolts, Wade affronta Dracula, vincendo grazie al suo sangue marcio che si rivela nocivo per il Signore della Notte, il quale batte in ritirata. Shiklah diventa Regina della Metropoli dei Mostri e decide di restare legata a Deadpool per sempre, organizzando un matrimonio ufficiale in grande stile, a cui partecipano moltissimi eroi compagni di avventura di Wade. Il personaggio sembra finalmente avere trovato la felicità.

#### Original Sin
Wade aiuta sua moglie Shiklah nella sua lotta contro i vampiri, che tentano in tutti i modi di uccidere entrambi. Nel frattempo la Preston e Adsit sono travolti dall'esplosione dell'Occhio dell'Osservatore, avendo così accesso ad alcuni dei segreti che esso custodiva: Emily vede Butler affidare Ellie al fratello Joshua, un uomo per bene del tutto ignaro delle sue nefandezze, seppur sospettoso, e si mobilita per andare a cercarla. Adsit vede un altro episodio della storia di Wade di cui però non vuole parlare.
Wade intanto vorrebbe arruolare Dazzler nella sua crociata contro Dracula, poiché con il suo potere potrebbe sterminare facilmente tutti i vampiri, ma ella rifiuta, così si reca al Baxter Building, dove trova un congegno dei Fantastici Quattro per tornare indietro nel tempo e riprovare a chiedere l'aiuto di Dazzler quando ancora era una cantante, riuscendoci. Dopo essere tornati nel presente iniziano a sfoltire le schiere di Dracula, mentre Shiklah distrae gli alti ranghi.
Intanto Preston, trovata la casa di Joshua Utler, vi trova sia lui che Ellie, viva e in perfetta salute, ma sono interrotti dagli agenti di U.L.T.I.M.A.T.U.M., in cerca di vendetta verso Deadpool. Prima di essere danneggiata avvisa Wade, il quale si precipita inutilmente prima dai Fantastici Quattro, poi da Strange, e infine da Iron Man nel tentativo di cercare aiuto. (lasciando tra l'altro Dazzler da sola, la quale prima verrà catturata dai vampiri e poi salvata da Shiklah e riportata al suo tempo a lavoro finito). Infine si reca dai Vendicatori. Trova Thor, il quale è restio all'aiutarlo, così Wade, esasperato, si prepara a combattere. Una nuova voce nella sua testa gli suggerisce, però, di spiegargli quel che succede e che la violenza è inutile in quel momento. Wade lo fa e Thor, commosso, usa il suo martello per portarlo da sua figlia. Arrivato a Los Angeles salva sia lei che Joshua, il quale però colto da infarto muore, poco dopo avere fatto giurare a Wade di proteggerla. Il mercenario fa una strage come non si era mai vista. Poco dopo sopraggiunge Spezzabandiera, capo dell'organizzazione, il quale cattura e getta Ellie dalla finestra. Wade, furioso stermina gli agenti di U.L.T.I.M.A.T.U.M. ma lascia in vita proprio Spezzabandiera, dopo averlo massacrato, intimandogli di non cercarlo più perché la prossima volta sarebbe morto. Si scopre poi che Ellie è stata salvata da Evan (la versione giovane di Apocalisse).
La bambina viene creduta morta dallo S.H.I.E.L.D., e Wade la affida alle cure della Preston. Adsit rivela alla sua collega di avere visto, nelle memorie dell'Osservatore, Wade uccidere i suoi genitori. Lui non lo ricorda a causa delle tonnellate di farmaci somministratigli negli anni da Butler, ed entrambi decidono che è meglio non lo venga mai a sapere.

#### AXIS
Nel crossover AXIS Deadpool scopre che Magneto sta reclutando un gruppo di supercriminali (composti da Mystica, Sabretooth, Carnage, Uomo Assorbente, Hobgoblin, Dottor Destino, Loki, Incantatrice e Jack Lanterna) per affrontare Onslaught Rosso sull'isola di Ghenosha, e così si unisce a loro. Durante lo scontro si rende utile ricaricando l'armatura di Iron Man e salvando Genesis da Sabretooth (che era sotto il controllo mentale di Onslaught). Per porre fine alla battaglia Destino e Scarlet lanciano un incantesimo che capovolge tutte le personalità dei presenti. Wade diventerà, ironicamente, un pacifista, adottando il nome di Zenpool, la cui personalità prevalente è la stessa vista quando la Preston abbandonò la sua mente, da cui prenderà pure il costume.
Nonostante non sia più un combattente, convince Apocalisse (ossia Evan affetto dall'incantesimo) a desistere dal suo piano di conquista, per poi accoglierlo in casa sua dopo che la situazione si è ristabilita. Tornato sé stesso, aiuta i suoi vecchi amici nord coreani a trovare rifugio nel reame di sua moglie, dato che a causa della loro struttura ibrida hanno bisogno di regolari trapianti dei suoi organi di sopravvivere. In seguito a una discussione con Shiklah, Wade capisce di non essere affatto felice, nonostante abbia una moglie che lo ama, degli amici sinceri e una figlia che lo adora, di avere sempre finto, e che ha bisogno di una pausa.

#### La fine di Deadpool
Presa al volo l'occasione di un ingaggio in Medio Oriente propostagli da Trapster, Deadpool parte. Qui decide di ribellarsi alla Roxxon, la multinazionale che lo aveva richiesto, affrontando Omega Red ma decidendo di risparmiargli la vita. Dopo tutto quello che gli è accaduto, Wade ha capito l'importanza dei ricordi e della verità, e dato che anche Omega Red vive con memorie finte, impiantatigli da quelli che lo hanno reso ciò che è, lo convince ad andare alla ricerca del suo vero passato.
Approfittando della sua assenza, U.L.T.I.M.A.T.U.M. decide di cercare vendetta per i suoi compagni. Eliminato il vecchio Spezzabandiera, contrario a un nuovo attacco, ed elettone uno nuovo, i soldati aggrediscono la famiglia della Preston, che si rifugia con Ellie in un bunker. Con una flemma e una defilazione mai viste, Wade passa i giorni successivi a preparare con cura la sua contromossa, facendo uso di tutto il suo intelletto e delle sue abilità come ladro e rapitore. Attirato l'intero esercito di U.L.T.I.M.A.T.U.M. in un campo isolato nella campagna, Deadpool lo spazza via dalla faccia della terra, uccidendo ogni singolo uomo presente e il nuovo Spezzabandiera in un'elaborata trappola comprendente droni militari e una inaudita ferocia.
Conclusa la strage, finalmente libero, Deadpool cessa di esistere: abbandona il costume, le katane e le pistole in mezzo ai cadaveri, diventando definitivamente Wade Wilson. Durante i festeggiamenti con tutti i suoi amici e la sua famiglia su uno yacht, si verifica l'ultima Incursione, lo scontro tra Terra-616 e Terra-1610, preludio al crossover Secret Wars. Entrambe le realtà sono annichilite e Wade scompare assieme ai suoi cari.

### Secret Wars

#### Mrs. Deadpool e i terribili Howling Commandos
Dopo la distruzione del Multiverso, Dio Destino ha plasmato Battleworld, un Pianeta-Mosaico composto da pezzi di varie realtà. Tra essi un Reame dei Mostri alternativo, dove Wade ha avuto la peggio su Dracula. Rimasto al potere, il Re della Notte può convolare a nozze con Shiklah, la quale però prende tempo con la scusa di portare negli Inferi le ceneri dei fratelli defunti. In realtà ella è venuta in possesso di un'arma magica che potrebbe ucciderlo, ma che è incompleta. Il viaggio nell'Aldilà è solo una copertura per trovare la seconda parte. Sospettoso, Dracula le affianca durante il viaggio i suoi migliori guerrieri, denominati Howling Commandos (chiaro riferimento all'omonima squadra di Nick Fury durante la Seconda Guerra Mondiale), con lo scopo di sorvegliarla: l'Uomo Lupo, Marcus il Centauro Simbionte, la Mummia, la Creatura di Frankenstein e l'Uomo Cosa.
Lungo il tragitto i Commandos si rivelano nemici di Dracula, e decidono di passare dalla parte di Shiklah nella sua crociata. Mentre il gruppo percorre l'Aldilà, al palazzo di Dracula è rimasto l'ultimo membro, l'Uomo Invisibile. Creduto morto nel primo numero, ha invece il compito di spiare il Re della Notte, con il risultato di mandarlo completamente fuori di testa. Recuperato l'ultimo pezzo dello Scettro della Manticora, Shiklah e i compagni tornano nella Città dei Mostri, solo per trovarla devastata da un ormai folle e paranoico Dracula.
Nello scontro che ne segue muoiono tutti gli Howling Commandos, ad eccezione dell'Uomo Cosa, fino a che Shiklah non riesce con lo Scettro a carbonizzare e distruggere il suo nemico. Solo in quel momento si accorge del fantasma di Wade, che l'ha seguita per tutto il tempo e che l'avverte di due cose: primo, che Battleword non è reale ma è solo una creazione di Destino; secondo, che uccidendo Dracula ha infranto la legge di Destino stesso e che rischia perciò la vita. Lei non gli dà retta, anzi proclama la ribellione di tutto il suo popolo ma prima ancora che abbia finito di parlare un intero battaglione di Thors appare in cielo.
Shiklah, la popolazione dei Mostri e l'intera Metropoli sono obliterati dalla faccia di Battleword in pochi secondi. Deadpool compare in questa miniserie come fantasma e narratore della vicenda, irritato perché nessuno può vederlo (esclusa la Creatura, che però è troppo stupida per essere creduta) e soprattutto perché l'Uomo Lupo e Shiklah sembrano avere una tresca. Finita la storia, Wade dà appuntamento al lettore nella nuova serie, chiedendosi se l'Uomo Invisibile sia ancora lì da qualche parte.

### All New All Different Marvel
Nell'universo All New All Different Marvel Deadpool è diventato l'eroe più famoso del mondo, oltre che un milionario, e si unisce alla Squadra Unione di Steve Rogers, insieme a Rogue, Synapse, Torcia Umana, Spider-Man, Quicksilver e Cable.
Ha inoltre formato una sua personale squadra di mercenari, chiama inizialmente "Eroi in vendita Deadpool" e, in seguito a una lettera di diffida da parte di Luke Cage, "Mercenari per Soldi". Membri del team sono:
- Solo, alias James Bourne, abile mercenario capace di teletrasportarsi;
- Insanicida, alias Greg Salinger, vigilante mentalmente instabile la cui missione è uccide i folli, studente di psicologia;
- Terror, uomo proveniente da Terra-88194, maledetto nella notte dei tempi, ora mostro verde in perenne putrefazione con l'abilità di incorporare parti del corpo di altri esseri umani per rigenerarsi;
- Slapstick, alias Steve Harmon, clown con il corpo composto da molecole instabili, perciò elastico e indistruttibile;
- Stingray, alias Walter Newell, oceanografo dotato di un esoscheletro da razza che gli permette di nuotare e planare, alleato di amor ed ex membro degli Avengers;
- Masacre, prete messicano che, armato di machete, decide di emulare Deadpool per proteggere la sua comunità;
- Madcap, folle criminale dotato di un potentissimo fattore rigenerante e di poteri di persuasione della psiche dopo essere entrato in contatto con il composto X07 dell'A.I.M.

Wade scopre la presenza di un traditore all'interno della squadra, il quale rapisce Adsit e infanga pubblicamente il nome di Deadpool compiendo omicidi con il suo costume. Egli si rivela essere Madcap che nutre rancore nei confronti di Wade per il tempo passato nella sua testa e per la decisione del Mercenario Chiacchierone di cacciarlo. Dopo avere diffuso follia omicida nella città e avere tentato di uccidere Ellie, salvata da Quicksilver secondo i piani di Wade, Madcap si scontra con Deadpool e i Mercenari per Soldi, avendo la meglio e decidendo infine di suicidarsi, giurando di tornare per tormentare ancora il Mercenario Chiacchierone.
Se da una parte la vita professionale di Deadpool procede a gonfie vele, quella sentimentale sta cadendo a pezzi: pur di proteggerli, ha allontanato dalla sua vita Ellie, Adsit e i Preston, e tutti e tre gli rinfacciano questa cosa con rabbia. Shiklah, irritata per le poche attenzioni che le vengono rivolte dal marito, lo tradisce ripetutamente.

#### Deadpool contro Sabretooth
Wade è ossessionato dai propri buchi di memoria e decide di sistemare tutti i conti lasciati in sospeso. Consultando il proprio "Libro dei rancori" trova l'appunto "Creed mi ha chiamato babbeo e brutta copia di Slade". Dopo avere affidato il team ad Adsit parte alla ricerca di Victor Creed, divenuto un eroe e membro degli X-Men di Magneto in seguito agli eventi di AXIS. Deadpool cerca quindi di ucciderlo, convinto che Sabretooth sia colpevole dell'omicidio dei suoi genitori, e ha la meglio nel loro primo scontro, lasciando il mutante esangue in mezzo a una strada. Creed, sentendosi colpevole per avere partecipato all'omicidio, in realtà compiuto dallo stesso Wade, decide di assumersene la colpa per tutelare l'amico. Dopo un altro scontro tra i due Deadpool immobilizza Sabretooth e minaccia di sottoporlo alle nebbie terrigene, letali per i mutanti, ma viene fermato da Michael, Ben Franklin e Adsit, il quale rivela a Wade la verità riguardo alla morte dei suoi genitori. Deadpool risparmia Sabretooth, il quale ricambia il favore impedendo a Magneto di uccidere il Mercenario Chiacchierone, rivelandogli la natura mutante della figlia di Wade, Ellie (che si scoprirà avere il fattore rigenerante come il padre e riflessi fotografici); Creed inoltre consiglia a Wade di dimenticare il passato e dedicarsi alle persone che gli stanno vicino.

#### Deadpool: Gli ultimi giorni della magia
Michael muore proteggendo la Metropoli dei Mostri, mentre Ben Franklin decide che è ora di "passare oltre".

#### Civil War II: Deadpool
Wade usa i soldi della sua attività per finanziare i Vendicatori, tralasciando lo stipendio dei suoi Mercenari: dopo un furioso litigio, questi lo abbandonano. Prima di separarsi, Solo rivela il motivo per cui Deadpool è così famoso: era stato lui, indossando un costume del personaggio, a salvare un importante politico e a metterlo così in buona luce agli occhi di Steve Rogers.
In tutto questo, Madcap si sta riformando, assetato più che mai di vendetta.

## Poteri e abilità
La principale caratteristica di Deadpool è il suo potente fattore rigenerante, il più potente dell'Universo Marvel, legato al tumore allo stadio terminale di Wade, che gli salva la vita ma rigenerando in maniera sovrannaturale anche la massa tumorale e, di conseguenza, devastandone ancora di più il corpo e la mente; le funzioni vitali, motorie e psichiche, del personaggio sono costantemente tenute attive e accelerate dal continuo processo di degenerazione e rigenerazione delle cellule del suo tumore. Wade può rigenerare completamente e in pochi istanti interi organi danneggiati e riparare ossa fratturate oltre a farsi ricrescere intere estremità perdute. Qualunque tentativo di ucciderlo risulta vano. Grazie al suo fattore rigenerante Deadpool dispone anche di forza, resistenza, velocità e agilità sovrumane. Visto che anche i suoi processi mentali sono incredibilmente accelerati, il personaggio dispone di una lucidità e di una velocità di pensiero sovrumane, dalle quali derivano anche dei riflessi altrettanto accelerati, inoltre grazie al suo fattore, Deadpool, come Wolverine, può vivere più a lungo e ha rallentato di parecchio l'invecchiamento. Ha un'eccezionale memoria fotografica che gli permette di ricordare qualsiasi cosa, tra cui i movimenti degli avversari essendo così capace di anticiparli e di replicare le abilità e le loro tecniche; è anche immune alla telepatia e a tutti i tipi di veleni, droghe, infezioni e malattie; è anche esperto in tutte le diverse arti marziali, nei combattimenti a mani nude e nell'uso di armi bianche, da fuoco ed esplosive, oltre a essere un poliglotta; fu anche reso immortale da Thanos per molti anni. Ultimamente Deadpool, durante la saga La morte di Wade Wilson, è stato ferito mortalmente da Death Grip grazie al potere della spada di Muramasa e, per riportarlo in vita, la figlia Ellie ha dimezzato il suo potere rigenerante rendendolo più lento nella rigenerazione e con dei limiti ancora sconosciuti.
Deadpool è solito fare uso di due katane (composte di adamantio e chiamate Bea e Arthur), di una coppia di pistole e di diversi tipi di granate oltre a uno speciale dispositivo posto nella sua cintura grazie al quale può teletrasportarsi ovunque desideri. In diverse occasioni ha anche portato con sé una borsa magica dalla quale può estrarre tutte le munizioni e le armi che vuole. È inoltre un grande maestro nel parkour e nelle arti del borseggio, del furto e dello spionaggio. La sua follia lo rende estremamente imprevedibile.
Il potere che però lo contraddistingue di più all'interno dell'universo Marvel è la capacità di rompere la cosiddetta "quarta parete" rendendolo conscio del suo essere un personaggio inventato e di vivere in un contesto immaginario. Cio concede a Wade di creare paradossi e scappatoie da situazioni complesse e pericolose, inoltre nella sua mente sono presenti due "voci", una folle ed infantile ed un'altra più fredda e lucida, appartenenti rispettivamente al suo nemico Madcap e al medico Emrys Killebrew.

## Altre versioni

### Era di Apocalisse (Terra-295)
La versione di Deadpool presentata in L'era di Apocalisse, si fa chiamare Dead Man Wade (Wade Uomo morto) ed è il capo dei Pale Riders di Apocalisse. Rispetto all'originale non sa di essere in un fumetto, è cinico, triste e senza scrupoli. Il suo corpo è in bilico tra rigenerazione e decadimento. Quando raggiunge la Terra Selvaggia per uccidere gli Avalon (neutrali rispetto ad Apocalisse, ma considerati comunque traditori e criminali) insieme ai Pale Riders, viene attaccato da Nightcrawler che sconfigge i Riders grazie al tradimento di Damask. Tentando di uccidere entrambi, Wade viene ucciso da Nightcrawler, che lo decapita teletrasportando la sua testa lontano. Risorto tra i mutanti di livello Alfa per rinforzare le truppe di Arma Omega, nella miniserie Deadpool uccide Deadpool figura tra gli alleati di Dreadpool (Terra-12101) e muore nello scontro con i Deadpool Corps.

### Universo Ultimate (Terra-1610)
La versione Ultimate di Deadpool, proveniente da Terra-1610, compare su Ultimate Spider-Man nn. 48-49 nella saga che prende il suo nome, e si differenzia dall'originale per essere molto più serio, silenzioso e per non rompere la quarta parete. Rapisce gli Ultimate X-Men e Ultimate Spider Man (come "bonus") insieme al suo gruppo, i Predatori, uomini che sono diventati cyborg per dare la caccia ai mutanti. Dopo il rapimento li porta sull'isola di Krakoa da dove viene trasmesso uno show il cui tema è la caccia e l'uccisione dei mutanti stessi. All'inizio sembra essere Charles Xavier, ma poi si scopre essere un trucco. In seguito, in un altro scontro fra i Pole Riders e gli X Men, Spider-Man riesce a togliergli nuovamente la maschera e si scopre la sua vera faccia: si tratta di un volto con il teschio e parte del cervello scoperto. In apparenza morto dopo essere stato attraversato da Kitty Pryde e mandato in corto circuito (essendo gran parte del suo corpo meccanizzato), dopo che gli X-Men e l'Uomo Ragno se ne sono andati lo si vede rialzarsi in piedi. Riappare durante la miniserie Deadpool Uccide Deadpool, dove si schiera a fianco di Dreadpool (Terra-12101) e viene ucciso nello scontro con i Deadpool Corps.
In un livello Ultimate del videogioco Spider-Man: Shattered Dimensions (ambientato mesi dopo USM 49) Deadpool torna in televisione con lo show "Pain Factor" la differenza con l'altro show è che lui stesso è il conduttore e che i suoi collaboratori sono suoi fan armati di mitra o mazze da baseball, alla fine viene sconfitto da Spider-Man e arrestato dallo S.H.I.E.L.D. (infatti lo si può vedere in una cella insieme a Electro nel livello di Carnage ambientato nel Triskelion). Nel livello di Deadpool, Spider-Man disse che pensava che Deadpool fosse morto dopo l'accaduto dei numeri 48 e 49.

### Deadpool Malvagio (Terra-616)
Compare per la prima volta in Deadpool N.22. È il doppio malvagio del Deadpool originale, ricostruito con i pezzi persi dall'originale negli anni, messi insieme dal fattore rigenerante. Fa la sua prima apparizione su un aereo privato dove uccide un riccone e tutto il personale presente sull'aereo. Dopo aver avuto la meglio sull'originale nel loro primo incontro, viene poi ucciso dallo stesso grazie ad un proiettile che annulla il fattore rigenerante. Tuttavia questa non è la sua unica apparizione poiché più avanti si farà di nuovo vivo.

### Dreadpool (Terra-12101)
È il protagonista/antagonista della cosiddetta "uccidologia". Apparso per la prima volta in Deadpool uccide l'Universo Marvel.

### Deadpool Corps

#### Headpool (Terra-2149)
Testa mozzata del Deadpool Zombi, proviene dalla realtà alternativa di Terra-2149, in cui un virus zombie ha infettato tutti i superumani. Appare per la prima volta in Marvel Zombi n. 3, dove viene inviato su Terra-616 per diffondere il virus, ma viene sconfitto e decapitato da Jennifer Kale. La testa sopravvive e viene conservata nel quartier generale dell'A.R.M.O.R., dal quale riesce però a fuggire. Finita in mare, naviga fino alla Terra Selvaggia dove viene trovata in una grotta dai Cacciatori di Teste e venerata come una divinità. La testa viene scoperta anche dall'HYDRA e dall'AIM, entrambe intenzionate a ricavarne un'arma biologica. Pertanto l'AIM decide di assoldare Wade Wilson per recuperare Headpool, dando inizio agli eventi di In viaggio con la testa. Dapprima intenzionata a uccidere il Deadpool di Terra-616 per impossessarsi del suo corpo, dopo un lungo viaggio con Wade, la Dottoressa Betty Swanson e Bill dell'AIM attraverso dimensioni alternative riottiene il suo vecchio corpo zombificato. Di nuovo integro, viene colto dalla fame, riattraversa il portale, viene nuovamente ucciso e torna a essere una testa mozzata. Viene reclutato da Wade in Preludio ai Deadpool Corps n. 4 e muore in Deadpool uccide Deadpool n. 1, fatto esplodere in un microonde da un agente dei Deadpool Corps Malvagi.

#### Lady Deadpool (Terra-3010)
La versione femminile di Deadpool, Wanda Wilson, proviene dalla realtà alternativa di Terra-3010, dove a causa di uno scisma nel Congresso è in corso una guerra civile tra i lealisti, guidati da Steve Rogers, e i ribelli, guidati dalla stessa Wanda. Appare per la prima volta su Deadpool: In viaggio con la testa vol. 2, dove Wade viaggia per le varie dimensioni e incontra versioni alternative di se stesso, tra cui Wanda, che aiuta in una battaglia contro i lealisti facendo perdere un braccio allo stesso Generale America. In Preludio ai Deadpool Corps n. 1 Lady Deadpool entra a fare parte dei Deadpool Corps, insieme ai quali appare nella miniserie Deadpool uccide Deadpool per contrastare Dreadpool, la versione di Wade proveniente da Terra-12101 che mira a eliminare l'intero Multiverso. Per salvare i compagni Wanda guida la Bea Arthur (fidata navicella spaziale dei Deadpool Corps) contro Galactipool, sacrificandosi.

#### Kidpool (Terra-10330)
Apparsa per la prima volta su Preludio ai Deadpool Corps n. 2, la versione teen di Wade Wilson proviene da Terra-10330, dove frequenta l'X-Mansion del suo universo, chiamata "Orfanotrofio Xavier per Giovani Problematici". Dopo avere causato numerosi danni alla struttura, lascia l'orfanotrofio e viene trovato dal Wade di Terra-616 che lo soprannomina Tito e lo invita a fare parte dei Deadpool Corps. Muore in Deadpool uccide Deadpool n. 2 dove, in seguito alla morte del suo fidato amico Dogpool, si lascia esplodere in una trappola ordita dai Deadpool Corps Malvagi, salvando così i compagni.

#### Dogpool (Terra-103173)
Apparsa per la prima volta su Preludio ai Deadpool Corps n. 3, la versione canina di Deadpool proviene da Terra-103173, dove è un animale da laboratorio che acquisisce il suo fattore rigenerante a sperimentazioni per la creazione del Mascara X, un make-up ringiovanente. Creduto morto e gettato in un cassonetto, Wilson entra in un circo dove diventa celebre per i suoi poteri di guarigione. Il Dottor Braun, capo delle sperimentazioni che hanno creato Dogpool, crea quindi un nuovo cane potenziato, chiamato Wolverine, per uccidere Wilson. Dopo avere sconfitto Wolverine, Dogpool viene reclutato dal Wade di Terra-616 ed entra a fare parte dei Deadpool Corps. Muore in Deadpool uccide Deadpool n. 1 dove si sacrifica per salvare la vita a Deadpool-616. Appare anche nell'universo cinematografico dell'MCU nel film Deadpool e Wolverine, dove è interpretato da Penny, un incrocio tra un carlino e un chinese crested dog.

#### Deadpool Golden Age (Terra-TRN245)
Frederick "Wheezy" Wilson, proveniente da Terra-TRN245, è nipote del presidente americano Woodrow Wilson e assume l'identità di Deadpool dopo avere subito esperimenti da parte del progetto nazista Veapon 卐. Comparso per la prima volta in Captain America: Who Won't Wield the Shield, indossa una caratteristica maschera antigas e usa due sciabole al posto delle solite katane. Riappare in Deadpool uccide Deadpool n. 1, dove viene ucciso da un agente dei Deadpool Corps Malvagi grazie a un raggio anti-rigenerazione.

#### Deadpool Pulp (Terra-10310)
Nel clima da guerra fredda di Terra-10310 Wade Wilson, veterano della Seconda Guerra Mondiale affetto da gravi disturbi mentali, è il più letale agente della CIA. Appare per la prima volta in Deadpool: Pulp, miniserie a lui dedicata, dove svolge missioni per conto dei servizi segreti statunitensi guidato dal Generale Cable e dal Generale Stryfe. Dopo essere stato reclutato dai Deadpool Corps, muore in Deadpool uccide Deadpool n. 2 durante uno scontro con i Deadpool Corps Malvagi, decapitato da Wolverinepool.

#### Barba d'Apipool (Terra-616)
Apparso per la prima volta in Deadpool (vol. 2) n. 1000, è uno dei numerosi cloni di Wade creati dallo Zeus di Terra-10010 durante la sua visita di Terra-616. Appare nuovamente in Deadpool uccide Deadpool n. 2 come spia dei Deadpool Corps infiltrata tra i ranghi dei Deadpool Corps Malvagi; tuttavia viene scoperto e ucciso dal Deadpool Malvagio di Terra-616.

#### Maggiore Deadpool (Terra-6466)
In una realtà dove Canada e USA si sono fusi, creando gli Stati Uniti del Nord America, Wade Wilson di Terra-6466 è un diligente maggiore dello S.H.I.E.L.D. dai bei lineamenti. Quando in Deadpool: In viaggio con la testa vol. 2 Wade e Headpool vengono catapultati nella sua dimensione, il Maggiore Deadpool li arresta e li interroga ma, offeso dal modo di fare odioso della sua controparte di Terra-616, decide di sfidarlo in un combattimento a mani nude. Pur avendo inizialmente la meglio viene ingannato dalla "tecnica dell'opossum" di Wade che, una volta ribaltata la situazione, inizia a colpirlo violentemente in viso dichiarando di "volere distruggere qualcosa di bello". Spogliato della sua uniforme, il Maggiore ordina invano di sparare alle sue due contropartri in fuga attraverso il portale. Il Maggiore Deadpool appare nuovamente in Deadpool uccide Deadpool n. 2 come uno dei numerosi Deadpool Corps uccisi dai seguaci di Dreadpool.

#### Pandapool (Terra-51315)
Pandapool di terra 51315 appare per la prima volta in Deadpool uccide Deadpool come membro degli Evil Deadpool Corps. Esso è un grande panda travestito da Deadpool.

### Deadpool Corps Malvagi

#### Wolverinepool (Terra-1496)
Apparso per la prima volta su Cable & Deadpool n. 46, Wade Wilson di Terra-1496 è dotato di scheletro e artigli di adamantio in seguito alle sperimentazioni del Progetto Arma X. Riappare in Deadpool uccide Deadpool n. 2 a fianco del Deadpool Malvagio nella spedizione mirata allo sterminio di tutte le versioni di Wade esistenti. Dopo avere decapitato Deadpool Pulp, viene ucciso dal Deadpool di Terra-616 grazie a una granata piena di insetti cibernetici che, una volta liberati, lo scarnificano lasciando solo il suo scheletro di adamantio. Appare anche come cameo nel film Deadpool & Wolverine, dove è interpretato dallo stesso Hugh Jackman.

#### Deadpool Kid (Terra-1108)
In una realtà dove la società del Selvaggio West ha sviluppato moderne tecnologie, Wade Wilson di Terra-1108 è un fuorilegge ricercato per "rapina in banca, incendio doloso, pirateria digitale e rilascio di capre pigmee all'interno di un orfanotrofio". Quando in Deadpool: In viaggio con la testa vol. 2 Wade e Headpool vengono catapultati nella sua dimensione, Deadpool Kid si trova in una situazione di stallo con lo Sceriffo Fury e il cacciatore di taglie Logan, pertanto dichiara di essersi alleato con i due nuovi arrivati e di volere assumere insieme a loro il controllo della città. Contrario a tale dichiarazione, Wade gli spara in testa e fugge nuovamente nel portale insieme a Headpool. Deadpool Kid appare nuovamente in Deadpool uccide Deadpool n. 2 tra le file dei Deadpoole Corps Malvagi, rimanendo ucciso nello scontro finale.

#### Venompool (Terra-90211)
Wade Wilson di Terra-90211 è apparso per la prima volta su What If? Iron Man: Demone in Armatura, nella storia Cosa sarebbe successo se il simbionte Venom avesse posseduto Deadpool?. Qui, negli anni Ottanta, Deadpool viene ingaggiato da Galactus per uccidere l'Arcano. Mentre è in viaggio sulla sua limousine volante con l'Arcano i due vengono raggiunti da Spider-Man che implora l'entità cosmica di liberarlo dal costume simbiontico, ma viene scaraventato fuori dall'auto. Il simbionte abbandona quindi il corpo di Peter Parker e si lega a quello di Wade, trasformandolo in Venompool. Dopo anni di feste l'Arcano rispedisce Wade sulla terra, dove si rende conto di avere impegnato il "Recton Expungifier", l'unica arma in grado di uccidere l'Arcano. Dopo avere rapito e venduto un Tony Stark ubriaco all'AIM Venompool decide di cambiare vita e diventare un vero eroe, venendo però rifiutato da ogni supergruppo a causa dei suoi ricci Jheri. Nonostante riesca a eliminare l'acconciatura fuori moda si sente comunque emarginato e, dopo avere preso parte alle Guerre Segrete, disimpegna l'arma e si prepara a portare a termine il suo incarico.

#### Cesspool (Terra sconosciuta)
Wade Wilson di una terra sconosciuta è apparso per la prima volta in Deadpool uccide Deadpool come membro degli Evil Deadpool corps.

### Gwenpool
Questa versione, nata da una copertina variant di Deadpool per Deadpool’s Secret Secret Wars n. 2 di Chris Bachalo, riesce ad avere un tale successo da guadagnarsi una testata tutta propria. A differenza del personaggio di Spider-Gwen, questo non è una versione alternativa del personaggio originale, ossia Deadpool, e non è neanche una versione alternativa di Gwen Stacy. Gwendolyn "Gwen" Poole, giunta sulla Terra-616 dall'universo reale, dove tutti i personaggi Marvel altro non sono che semplici fumetti, si ritrova a lavorare come mercenaria per guadagnarsi da vivere con il nome di Gwenpool. Priva di ogni superpotere, dimostra una vasta conoscenza dell'universo Marvel e di tutti i suoi personaggi. Riesce a entrare grazie a questo nella squadra di mercenari di MODOK, fermando Jane Foster, alla quale bisbiglia l'identià segreta.

### Superman & Batman
Un personaggio che presenta notevoli similitudini con Deadpool compare in un annual della serie Superman/Batman edita dalla DC Comics. Anche per evitare problemi di copyright, la sua identità viene resa ambigua non consentendogli mai di rivelare il proprio nome, riuscendo al massimo a pronunciare "Deaaa....". In seguito a una perturbazione dimensionale, i due eroi fronteggiano le loro controparti rovesciate dell'universo del Sindacato del Crimine, Ultraman e Owlman, spalleggiati da Deathstroke. A bilanciare quest'ultimo compare un suo doppio che di Deadpool riprende non solo il modus operandi e lo stile nel parlare, ma anche alcuni particolari del costume.

## Altri media

### Cinema

#### Serie di filmX-Men

Deadpool interpretato da Ryan Reynolds in Deadpool 2 (2018)

Wade Wilson / Deadpool appare nella serie di film X-Men dove è interpretato da Ryan Reynolds ed è, come nel fumetto, un ex mercenario ed un vigilante intelligente, eroe ironico e impavido che cerca di eliminare il male dal mondo, sebbene più fedele al fumetto questa versione cinematografica è più compassionevole e fedele della sua controparte cartacea.
- Wade Wilson esordisce nel film X-Men le origini - Wolverine (2009): in questa versione, tuttavia, egli è un personaggio che, malgrado inizialmente mantenga la sua caratteristica logorrea, appare estremamente diverso dalla sua controparte fumettistica, fino al punto di essere trasformato nella cosiddetta "Arma XI", stravolgendo aspetto, caratteristiche e personalità del personaggio. Questa versione del personaggio fu accolta negativamente da critici e fan.[29][30]
- In Deadpool (2016), Deadpool cerca in tutti modi di avere la sua vendetta sull'uomo che lo ha orribilmente sfigurato, Francis Freeman detto Ajax. Alla fine, dopo avere ucciso Francis, Deadpool torna con la sua fidanzata Vanessa dopo che lei gli ha ammesso che non le importa del suo nuovo aspetto.
- In Deadpool 2 (2018), Wade, dopo la morte di Vanessa, viene portato da Colosso nella casa degli X-Men. Qui, diviene membro temporaneo del gruppo e cerca di salvare Russell, un giovane mutante braccato da Cable.

#### Marvel Cinematic Universe
Dopo l'acquisizione della Fox da parte della Disney, Marvel Studios hanno scelto le sorelle Wendy Molyneux e Lizzie Molyneux-Loeglin in veste di sceneggiatrici del terzo capitolo della saga cinematografica, con Ryan Reynolds che torna ad essere riconfermato nei panni di Wade Wilson. Inoltre, il film è ancora una volta vietato ai minori e che avrebbe visto un nuovo regista ad occuparsi del progetto.
- Deadpool & Wolverine (2024), diretto da Shawn Levy

### Televisione
Il personaggio compare in alcune serie televisive animate
- Insuperabili X-Men; nella sedicesima puntata (Whatever It Takes J) il mutante di nome Morph si trasforma in Deadpool per disorientare Wolverine. Nella trentesima puntata (Phoenix Saga Part 2: The Dark Shroud) il lato oscuro del professor Charles Xavier fa comparire sotto forma di allucinazioni sia Sabretooth che Deadpool.
- Ultimate Spider-Man; nell'episodio 10 della stagione 1 compare la sua maschera in un giornale che finisce in faccia a Sabretooth. Nell'episodio 22 della stagione 1, mentre Peter e Harry giocano con un videogame si poteva notare Deadpool come personaggio. Deadpool appare in persona nell'episodio 16 della stagione 2, in cui il titolo della serie è tramutato nel titolo dell'episodio, "Ultimate Deadpool".
- Disk Wars: Avengers
- Gli Avengers del futuro; nell'episodio 7 della stagione 1 Deadpool fa visita alla Avengers Tower, mentre nell'episodio 18 della stagione 1 torna alla Avengers Tower per rapire Makoto.

### Home video
- Hulk Vs. Thor e Wolverine, film animato prodotto dai Marvel Studios. Fa parte del team Arma X insieme a Omega Red, Lady Deathstrike e Sabretooth. Deadpool esordisce quando spara delle freccette sedative a Hulk e Wolverine. Riapparirà in seguito infastidendo Omega Red per il fatto che non tiene mai la bocca chiusa. Wilson, dopodiché sarà presente al colloquio fra il professore e Wolverine sui progetti che Arma X avrà su di lui; durante questo dialogo verrà strangolato da Omega Red con l'intento di farlo tacere. Deadpool riappare quando Sabreetooth ucciderà il Professor Thorton, dove si accorgerà che in realtà è stato proprio lo stesso Creed a ucciderlo, ma continuerà comunque a spalleggiarlo per eliminare Wolverine. Qualche scena più tardi, Deadpool è sul punto di uccidere Bruce Banner ma Wolverine lo salva tagliandogli il braccio che impugna la pistola (braccio che poi si riattaccherà in un siparietto molto divertente). Dopo che Hulk entra in scena, Deadpool, nel tentativo di eliminarlo gli farà ingoiare una bomba facendolo ancora più arrabbiare e mentre Hulk si avventa contro Wolverine, quest'ultimo spinge il mercenario contro Hulk, mettendolo KO. Fa la sua ultima apparizione in una scena del film dopo i titoli di coda, sopravvissuto alla distruzione della base segreta di Arma X, felice della sua salvezza. Proprio in quel momento Hulk, con un salto lo schiaccia concludendo il cartone animato con un suo gemito di dolore.
- Deadpool Collection è una serie di film che ospitano Deadpool in copertina front/retro dei DVD e Blu-Ray, interpretando il protagonista di vari film blockbuster; il resto del film resta di contenuto originale.

### Videogiochi
- La prima apparizione videoludica di Deadpool risale al 2005, al videogioco X-Men Legends II: L'Era di Apocalisse, come personaggio giocabile. Compare prima come boss, in seguito, se battuto, è possibile utilizzarlo nella propria squadra.
- L'anno successivo Deadpool compare sempre come personaggio giocabile in Marvel: La Grande Alleanza, ed è selezionabile liberamente a partire dal primo punto di salvataggio S.H.I.E.L.D.. Il suo scenario nel simulatore è ambientato a Mondo Assassino, il luna park di Arcade. Ha dei particolari dialoghi con comprimari come Jarvis, Freccia Nera, la Valchiria e la Vedova Nera. Deadpool è utilizzabile anche nel seguito del gioco: Marvel: La Grande Alleanza 2, e stavolta (come nel fumetto) rompe la quarta parete. Qui compare prima come boss, dopo, appena lo si avrà sconfitto, lo si potrà utilizzare.
- Compare come boss finale nel gioco ufficiale di X-Men le origini - Wolverine.
- Deadpool fa parte del cast di Marvel vs. Capcom 3: Fate of Two Worlds con la voce di Nolan North e, come da personaggio, infrange continuamente la quarta parete rivolgendosi spesso al giocatore o ai videogiochi della Capcom.
- Inoltre è presente nel videogioco Spider-Man: Shattered Dimensions come Boss della dimensione Ultimate, riprendendo quello che gli accadde dopo nei numeri 48 e 49 di Ultimate Spider-Man.
- È un personaggio acquistabile e utilizzabile nel videogioco "free to play" Marvel Heroes uscito il 4 giugno 2013
- Il 28 giugno 2013 è uscito Deadpool, videogioco in cui, per la prima volta, il personaggio è l'unico protagonista. Inoltre, nel gioco, sono presenti anche altri personaggi della Marvel tra cui Wolverine, Psylocke, Rogue, Domino, Cable e Sinistro.
- Inoltre, nel videogioco LittleBigPlanet 3 è possibile acquistare costumi per i personaggi giocabili, tra cui quelli della Marvel e quindi anche quello di Deadpool.
- Deadpool è un personaggio giocabile in LEGO Marvel Super Heroes, dopo avere collezionato tutti i mattoncini rossi.
- Deadpool appare come personaggio giocabile nel videogioco per smartphone Marvel: Sfida dei campioni, in cinque differenti versioni: quella classica, nel costume bianco da membro della X-Force, come Venompool e con l'alter ego di Goldpool e Platinumpool, entrambi creati in esclusiva per il gioco.
- Deadpool è uno dei personaggi giocabili in Marvel: La Grande Alleanza 3: L'Ordine Nero.
- Deadpool è un costume giocabile in Fortnite, insieme ad altri mutanti. Nel gioco è disponibile in numerosi stili: Deadpool, Deadpool senza maschera, Deadpool X-force, Coccopool e Ravenpool. Deadpool è ricomparso su Fortnite nel 2024 in occasione dell'uscita del film Deadpool & Wolverine con una skin simile al costume dei fumetti, una uguale ma con metà faccia senza maschera e due zaini dedicati a esso: uno con la testa di Headpool e uno con scritto "calciami" da far indossare a Wolverine. Hanno anche creato le spade di Deadpool sotto forma di "picconi".
- Deadpool è un personaggio del gioco Marvel Future Fight, con alcune sue varianti, come Gwenpool, Ladypool o Nicepool.